# Cristina D'Avena e i tuoi amici in TV 2
Cristina D'Avena e i tuoi amici in TV 2 è il diciannovesimo album discografico della cantante italiana Cristina D'Avena, pubblicato da Five Record e distribuito da C.G.D. Messaggerie Musicali, nel 1988. 

## Descrizione
Terza raccolta dell'artista, l'album contiene alcune sigle dei cartoni animati andati in onda sulle reti Mediaset nel periodo intorno alla pubblicazione; i brani Hilary, Che famiglia è questa Family, Fufur superstar, Lupin l'incorreggibile Lupin, Denny e Lady Lovely erano stati precedentemente pubblicati solo su 45 giri; tre brani erano già editi su 33 giri (Kiss me Licia in Fivelandia 3, David Gnomo amico mio e Holly e Benji due fuoriclasse su Fivelandia 4); il brano Andrea proviene dall'album Licia dolce Licia e i Bee Hive pubblicato nel 1987; Oh oh Baby Puffo oh proviene dall'album Puffiamo all'avventura ispirato alla serie animata dei Puffi e pubblicato anch'esso nel corso del 1987.
Il disco fu originariamente pubblicato in musicassetta e vinile. Ad oggi non è mai stata pubblicata una versione su CD.
Le copertine di LP ed MC si differenziano per quanto riguarda lo stile grafico nel titolo e la parte che include i personaggi.

## Tracce
- LP: FM 13607

- MC: 50 FM 13607

Lato A
Testi di Alessandra Valeri Manera; edizioni musicali Canale 5 Music.
1. Hilary – 3:01 (musica: Carmelo Carucci)
2. Che famiglia è questa Family! – 3:12 (musica: Carmelo Carucci)
3. Andrea – 2:01 (musica: Carmelo Carucci)
4. Kiss me Licia – 3:15 (musica: Giordano Bruno Martelli)
5. Fufur superstar – 2:45 (musica: Carmelo Carucci)
6. Enzo Draghi – Lupin, l'incorreggibile Lupin – 3:14 (musica: Carmelo Carucci)

Durata totale: 17:28
Lato B
Testi di Alessandra Valeri Manera; edizioni musicali Canale 5 Music tranne Oh oh Baby Puffo oh.
1. Denny (feat. Paolo Torrisi) – 3:10 (musica: Carmelo Carucci)
2. Lady Lovely – 2:53 (musica: Vincenzo Draghi)
3. David Gnomo amico mio – 3:19 (musica: Carmelo Carucci)
4. Oh oh Baby Puffo oh (Dodo Gentil Bebe Schtroumpf) – 2:59 (testo: Jacques Pierre Zegers, Peyo e Zehn Nan – musica: Wang Li Ping; edizioni musicali I.M.P.S. SA)
5. Paolo Picutti – Holly e Benji due fuoriclasse – 2:59 (testo: Nicola Gianni Muratori – musica: Augusto Martelli)
6. Manuel De Peppe – Tutti in campo con Lotti – 2:39 (Vincenzo Draghi)

Durata totale: 17:59

## Produzione
- Alessandra Valeri Manera – Produzione discografica

## Produzione e formazione dei brani
Per i musicisti e i tecnici dei singoli è possibile consultare le pagine di prima pubblicazione delle canzoni.